# Fußball-Bezirksliga Halle 1962/63
Die Fußball-Bezirksliga Halle 1962/63 war die 11. Austragung der vom Bezirksfachausschuss (BFA) Fußball Halle durchgeführten Bezirksliga Halle. Sie war die höchste Spielklasse im Bezirk Halle und die vierthöchste im Ligasystem auf dem Gebiet des DFV.
Der Vorjahresabsteiger aus der II. DDR-Liga die HSG Wissenschaft Halle sicherte sich mit zwei Punkten Vorsprung auf die BSG Chemie Bernburg den Bezirksmeistertitel. Nachdem die II. DDR-Liga nach dieser Saison aufgelöst wurde, nahm Halle an der Qualifikationsrunde für die DDR-Liga teil, in der die Mannschaft in der Staffel D den vierten Rang belegte und den Aufstieg verpasste.
In eine der untergeordneten Bezirksklassestaffeln stiegen nach neunjähriger Zugehörigkeit die BSG Turbine Halle und nach zwei Spielzeiten die BSG Chemie Leuna ab. Da die Bezirksliga zur Folgesaison um eine zweite Staffel aufgestockt wurde, gab es vier direkte Aufsteiger aus der Bezirksklasse -A-. Aus der Bezirksliga-Aufstiegsrunde schafften es noch die drei Erstplatzierten der beiden Staffeln.
Aus der aufgelösten II. DDR-Liga kamen die Betriebssportgemeinschaften (BSG) Motor Köthen, Chemie Bitterfeld, Motor Ammendorf, Stahl Thale, Aktivist Geiseltal-Mitte und Motor Aschersleben dazu.

## Abschlusstabelle
| Pl. | Mannschaft                   | Sp. | S  | U  | N  | Tore    | Diff. | Punkte |
| --- | ---------------------------- | --- | -- | -- | -- | ------- | ----- | ------ |
| 1.  | HSG Wissenschaft Halle (A)   | 26  | 15 | 5  | 6  | 063:230 | +40   | 35:17  |
| 2.  | BSG Chemie Bernburg          | 26  | 13 | 7  | 6  | 039:300 | +9    | 33:19  |
| 3.  | BSG Chemie Buna Schkopau     | 26  | 13 | 6  | 7  | 056:310 | +25   | 32:20  |
| 4.  | BSG Stahl WW Hettstedt (N)   | 26  | 13 | 6  | 7  | 055:370 | +18   | 32:20  |
| 5.  | BSG Chemie Greppin           | 26  | 14 | 1  | 11 | 042:390 | +3    | 29:23  |
| 6.  | BSG Chemie Piesteritz        | 26  | 10 | 7  | 9  | 035:340 | +1    | 27:25  |
| 7.  | BSG Stahl Helbra             | 26  | 8  | 8  | 10 | 039:410 | −2    | 24:28  |
| 8.  | BSG Aktivist Geiseltal-Mitte | 26  | 7  | 10 | 9  | 030:350 | −5    | 24:28  |
| 9.  | BSG Stahl Sangerhausen       | 26  | 7  | 10 | 9  | 037:450 | −8    | 24:28  |
| 10. | BSG Lokomotive Halle         | 26  | 9  | 6  | 11 | 021:300 | −9    | 24:28  |
| 11. | BSG Aktivist Theißen (N)     | 26  | 11 | 2  | 13 | 044:540 | −10   | 24:28  |
| 12. | BSG Traktor Teuchern         | 26  | 7  | 9  | 10 | 033:430 | −10   | 23:29  |
| 13. | BSG Turbine Halle            | 26  | 8  | 7  | 11 | 020:380 | −18   | 23:29  |
| 14. | BSG Chemie Leuna             | 26  | 3  | 4  | 19 | 024:580 | −34   | 10:42  |

| (A) Absteiger aus der II. DDR-Liga 1961/62       |
| (N) Aufsteiger aus der Bezirksklasse -A- 1961/62 |

## Kreuztabelle
Die Kreuztabelle stellt die Ergebnisse aller Spiele dieser Saison dar. Die Heimmannschaft ist in der linken Spalte aufgelistet und die Gastmannschaft in der obersten Reihe.
| Bezirksliga Halle 19. August 1962 – 3. Juni 1963 | Bezirksliga Halle 19. August 1962 – 3. Juni 1963 | HSG Wissenschaft Halle | BSG Chemie Bernburg | BSG Chemie Buna Schkopau | BSG Stahl WW Hettstedt | BSG Chemie Greppin | BSG Chemie Piesteritz | HLB | BSG Aktivist Geiseltal-Mitte | SGH | BSG Lokomotive Halle | BSG Aktivist Theißen | BSG Traktor Teuchern | BSG Turbine Halle | BSG Chemie Leuna |
| ------------------------------------------------ | ------------------------------------------------ | ---------------------- | ------------------- | ------------------------ | ---------------------- | ------------------ | --------------------- | --- | ---------------------------- | --- | -------------------- | -------------------- | -------------------- | ----------------- | ---------------- |
| 01.                                              | HSG Wissenschaft Halle                           |                        | 2:2                 | 3:1                      | 0:1                    | 4:0                | 5:1                   | 4:0 | 2:0                          | 7:1 | 0:0                  | 5:0                  | 3:0                  | 6:0               | 3:0              |
| 02.                                              | BSG Chemie Bernburg                              | 2:1                    |                     | 1:4                      | 1:2                    | 1:0                | 1:1                   | 3:1 | 4:0                          | 2:0 | 2:0                  | 1:1                  | 3:1                  | 0:0               | 1:1              |
| 03.                                              | BSG Chemie Buna Schkopau                         | 4:1                    | 2:3                 |                          | 1:1                    | 3:1                | 0:2                   | 2:1 | 0:0                          | 1:0 | 0:0                  | 4:0                  | 2:3                  | 6:1               | 5:0              |
| 04.                                              | BSG Stahl WW Hettstedt                           | 3:2                    | 1:2                 | 2:2                      |                        | 5:1                | 1:0                   | 2:3 | 0:2                          | 3:3 | 4:2                  | 4:1                  | 4:0                  | 0:1               | 5:1              |
| 05.                                              | BSG Chemie Greppin                               | 0:1                    | 1:2                 | 2:1                      | 2:0                    |                    | 3:1                   | 1:0 | 2:1                          | 3:1 | 0:2                  | 0:1                  | 3:0                  | 2:1               | 3:0              |
| 06.                                              | BSG Chemie Piesteritz                            | 2:0                    | 1:1                 | 0:2                      | 0:0                    | 2:3                |                       | 1:0 | 3:3                          | 1:1 | 0:1                  | 3:1                  | 1:1                  | 4:1               | 3:0              |
| 07.                                              | BSG Stahl Helbra                                 | 2:2                    | 3:0                 | 0:1                      | 5:1                    | 4:3                | 0:0                   |     | 0:1                          | 1:1 | 5:1                  | 5:1                  | 1:1                  | 1:1               | 2:1              |
| 08.                                              | BSG Aktivist Geiseltal-Mitte                     | 0:0                    | 2:1                 | 1:4                      | 1:3                    | 1:1                | 0:0                   | 1:2 |                              | 1:1 | 0:1                  | 4:1                  | 1:1                  | 2:1               | 4:2              |
| 09.                                              | BSG Stahl Sangerhausen                           | 1:0                    | 1:1                 | 3:1                      | 0:0                    | 0:2                | 5:2                   | 3:1 | 2:2                          |     | 0:2                  | 6:2                  | 3:3                  | 2:0               | 1:0              |
| 10.                                              | BSG Lokomotive Halle                             | 1:1                    | 1:2                 | 0:3                      | 1:3                    | 0:2                | 1:0                   | 0:0 | 2:2                          | 1:0 |                      | 0:2                  | 1:0                  | 0:1               | 0:1              |
| 11.                                              | BSG Aktivist Theißen                             | 1:4                    | 0:1                 | 2:3                      | 4:2                    | 1:2                | 1:3                   | 7:1 | 1:0                          | 5:0 | 2:0                  |                      | 1:2                  | 3:2               | 3:1              |
| 12.                                              | BSG Traktor Teuchern                             | 0:1                    | 1:2                 | 2:2                      | 1:3                    | 5:2                | 2:1                   | 2:0 | 1:0                          | 0:0 | 0:0                  | 2:2                  |                      | 0:1               | 3:0              |
| 13.                                              | BSG Turbine Halle                                | 0:4                    | 1:0                 | 1:0                      | 0:0                    | 2:1                | 0:3                   | 0:0 | 0:0                          | 1:1 | 0:1                  | 0:1                  | 2:2                  |                   | 3:1              |
| 14.                                              | BSG Chemie Leuna                                 | 1:2                    | 2:2                 | 1:1                      | 1:5                    | 0:2                | 0:1                   | 1:1 | 0:1                          | 3:1 | 0:1                  | 2:3                  | 4:0                  | 1:2               |                  |

## Aufsteiger zur Bezirksliga
Aufgrund der Aufstockung der Bezirksliga zur Folgesaison von einer auf zwei Staffeln, gab es aus der Bezirksklasse -A- vier direkte Aufsteiger.
Staffel 1: BSG Empor Halle, BSG Chemie Bad Dürrenberg
Staffel 2: BSG Motor Roßlau, BSG Traktor Cochstedt

## Bezirksliga-Aufstiegsrunde
In der Aufstiegsrunde ermittelten die beiden Dritt- und Viertplatzierten der Bezirksklassestaffeln -A- sowie die vier Staffelsieger der Bezirksklasse -B- die sechs Aufsteiger zur Bezirksliga. Jede Mannschaft bestritt je drei Heim- und Auswärtsspiele.

### Staffel 1
Abschlusstabelle
| Pl. | Mannschaft                                                   | Sp. | S | U | N | Tore    | Diff. | Punkte |
| --- | ------------------------------------------------------------ | --- | - | - | - | ------- | ----- | ------ |
| 1.  | SG Dynamo Eisleben II (4. der Bezirksklasse -A- → Staffel 2) | 6   | 4 | 2 | 0 | 017:300 | +14   | 10:20  |
| 2.  | BSG Motor Kretzschau (3. der Bezirksklasse -A- → Staffel 1)  | 6   | 3 | 2 | 1 | 007:300 | +4    | 08:40  |
| 3.  | BSG Chemie Zeitz (1. der Bezirksklasse -B- → Staffel 1)      | 6   | 2 | 0 | 4 | 010:200 | −10   | 04:80  |
| 4.  | BSG Einheit Querfurt (1. der Bezirksklasse -B- → Staffel 2)  | 6   | 1 | 0 | 5 | 008:160 | −8    | 02:10  |

Kreuztabelle

Die Kreuztabelle stellt die Ergebnisse aller Spiele dieser Aufstiegsrunde dar. Die Heimmannschaft ist in der linken Spalte aufgelistet und die Gastmannschaft in der obersten Reihe.
| Bezirksliga-Aufstiegsrunde Staffel 1 5. Juni 1963 – 8. Juli 1963 | Bezirksliga-Aufstiegsrunde Staffel 1 5. Juni 1963 – 8. Juli 1963 | Eisleben II | Kretzschau | Zeitz II | Querfurt |
| ---------------------------------------------------------------- | ---------------------------------------------------------------- | ----------- | ---------- | -------- | -------- |
| 1.                                                               | SG Dynamo Eisleben II                                            |             | 0:0        | 5:0      | 4:0      |
| 2.                                                               | BSG Motor Kretzschau                                             | 0:0         |            | 2:3      | 2:0      |
| 3.                                                               | BSG Chemie Zeitz II                                              | 1:5         | 0:2        |          | 4:1      |
| 4.                                                               | BSG Einheit Querfurt                                             | 2:3         | 0:1        | 5:2      |          |

### Staffel 2
Abschlusstabelle
| Pl. | Mannschaft                                                           | Sp. | S | U | N | Tore    | Diff. | Punkte |
| --- | -------------------------------------------------------------------- | --- | - | - | - | ------- | ----- | ------ |
| 1.  | BSG Motor Dessau II (3. der Bezirksklasse -A- → Staffel 2)           | 6   | 2 | 3 | 1 | 009:500 | +4    | 07:50  |
| 2.  | BSG Traktor Plötzkau (1. der Bezirksklasse -B- → Staffel 3)          | 6   | 2 | 3 | 1 | 011:800 | +3    | 07:50  |
| 3.  | BSG Aktivist Gräfenhainichen (1. der Bezirksklasse -B- → Staffel 4)  | 6   | 1 | 4 | 1 | 008:700 | +1    | 06:60  |
| 4.  | BSG Fortschritt Weißenfels II (4. der Bezirksklasse -A- → Staffel 1) | 6   | 2 | 0 | 4 | 006:140 | −8    | 04:80  |

Kreuztabelle

Die Kreuztabelle stellt die Ergebnisse aller Spiele dieser Aufstiegsrunde dar. Die Heimmannschaft ist in der linken Spalte aufgelistet und die Gastmannschaft in der obersten Reihe.
| Bezirksliga-Aufstiegsrunde Staffel 2 5. Juni 1963 – 8. Juli 1963 | Bezirksliga-Aufstiegsrunde Staffel 2 5. Juni 1963 – 8. Juli 1963 | Dessau II | Plötzkau | Gräfenhainichen | Weißenfels II |
| ---------------------------------------------------------------- | ---------------------------------------------------------------- | --------- | -------- | --------------- | ------------- |
| 1.                                                               | BSG Motor Dessau II                                              |           | 2:0      | 1:1             | 3:0           |
| 2.                                                               | BSG Traktor Plötzkau                                             | 1:1       |          | 3:3             | 6:2           |
| 3.                                                               | BSG Aktivist Gräfenhainichen                                     | 1:1       | 0:0      |                 | 2:0           |
| 4.                                                               | BSG Fortschritt Weißenfels II                                    | 2:1       | 0:1      | 2:1             |               |